# مریتا (مینه‌سوتا)
مریتا، مینه‌سوتا (به انگلیسی: Marietta, Minnesota) یک شهر در ایالات متحده آمریکا است که در Lac qui Parle County واقع شده‌است.

## خصوصیات
مریتا ۰٫۹۸ کیلومترمربع مساحت و ۱۶۲ نفر جمعیت دارد و ۳۴۲ متر بالاتر از سطح دریا واقع شده‌است.